# 피에르 베레고부아
피에르 외젠 베레고부아(프랑스어: Pierre Eugène Bérégovoy, 1925년 12월 23일 - 1993년 5월 1일)는 프랑스의 정치인이다. 1992년 ~ 1993년 미테랑 정부 아래서 총리를 지냈으며, 재임 중 연루된 부패 혐의로 조사를 받다가 자살하였다.
오트노르망디 지방에서 우크라이나 이민 2세의 아들로 태어났다. 그의 부모는 우크라이나 출신이지만, 러시아 내전 때 러시아 제국을 탈출하여 프랑스로 이주하였다. 본래의 집안 성씨는 베레고보이(우크라이나어: Береговий)이다. 그는 지독한 어린 시절을 보내야만 했고, 정규 교육은 꿈도 꿀 수 없었다.
하지만, 그는 자신과 같은 사회적 약자들이 웃으며 사는 세상을 만들기를 원했다.
16세에 금속 노동자로 일을 시작했으며, 제2차 세계대전당시 국영 철도 회사(SNCF)에서 일하면서 프랑스 레지스탕스에서 일하며 정치적인 일에 관계하게 되었다. 사회주의 계열인 인터내셔널 프랑스 지회(SFIO) 당원으로 활동하였고, 1949년 공공사업교통부 장관 밑에서 일했다. 1년 후 프랑스 가스공사(Gaz de France)의 기술 고문이 되었다.
1959년 SFIO에서 떠나 반체제적인 통일사회당 설립에 참여했으며, 피에르 망데스프랑스 전 총리의 고문이 되었다. 1967년 알랭 사바리와 좌파를 개혁하기 위하여 친 망데스프랑스 모임을 조직했다. 이 모임은 1969년 새로 조직된 사회당에 흡수되었다. 그는 프랑수아 미테랑이 이끄는 그룹으로 들어갔다.
1981년 미테랑이 프랑스의 대통령으로 선출된 후 그는 대통령 비서실장으로 임명되었다. 그 다음 해, 사회복지부 장관으로 입각했다. 그는 사회주의 정치인으로 사회주의 경제 정책에 따라 미테랑 대통령에게 유럽 통화 기구에서 탈퇴할 것을 주장했다. 그러나 1983년 3월 미테랑은 총리 피에르 모루아의 의견을 따라 경제 정책을 승인했다. 베레고부아는 이를 바꾸었으며, 1984년 재정경제부 장관이 되어 1986년 사회당 내각 붕괴 전까지 재직했다.
한편 1983년 느베르 시장으로 임명되어 1993년 세상을 떠날 때까지 시장을 역임했다. 이와 함께 1986년 미테랑의 선거구였던 니에브르 현을 지역구로 하는 하원의원이 되었으며, 1988년 대통령 선거에서 활동했다. 미테랑이 재선되고 내각이 새로 구성되면서 국무총리로 거론되기도 했으나, 새로 개편된 재정경제민영화부 장관을 맡아 다시 경제 정책을 총괄하는 장관이 되었다. 이를 통해 그는 사회주의에서 시장주의로의 경제 정책 변화를 시도하고 고용주와의 관계를 개선하였다.
1992년 지방 선거에서 사회당이 참패하여 에디트 크레송 총리가 사임하자 그는 후임 총리로 지명되었다. 실업, 경기침체, 부패와 싸우겠다고 약속했다. 국회에서 한 취임 연설에서 그는 그의 정적인 우익 정치인 중 부패에 연루된 사람들의 이름을 알고 있다고 주장하여 큰 소동이 일어났다. 대대적인 부패 척결 정책을 추진했으나, 오히려 그 자신이 부패에 연루되었다는 의혹을 받기 시작했다. 그 이듬해 3월 총선에서 그와 사회당에 대한 인기는 크게 떨어져 사회당은 의석을 많이 잃으며, 원내 제3당으로 추락했다. 이에 따라 그가 이끄는 사회당 내각은 붕괴되어 그는 총리직에서 바로 물러났다.
곧 그에 대한 조사가 시작되었으며, 재정경제부 장관으로 재직하던 시절, 직위를 이용하여 사업가 친구에게 거액의 돈을 빌려 아파트를 구입하는 등의 혐의가 있던 것으로 알려졌다. 또한 그의 부인과 자녀들에 대해서도 조사가 이루어졌다. 그는 실제로는 고위 공직자면서도 청렴한 생활을 한 것으로 알려져 있으며, 빌린 돈은 원금을 나누어 갚아서 법적으로 큰 문제가 될 것은 없었다는 견해가 있다. 그러나 언론에서는 이 문제에 대하여 집요하게 추궁했다. 그는 총선 패배에 따른 죄책감과 조사에 따른 중압감, 자신을 연일 비난하는 언론에 대한 수치심으로 심한 상실감에 시달렸으며, 총리직에서 물러난 지 불과 2개월 여 만인 5월 1일, 자신의 지역구이자 자신이 시장으로 있는 니에브르 현 느베르에서 자신을 향해 권총을 쏘았다. 곧바로 헬리콥터로 파리로 옮겨졌으나, 숨을 거두었다. 장례식은 느베르에서 소박하게 치러졌으며, 미테랑 대통령은 그의 죽음에 대해 크게 안타까워 하며, 언론의 비난이 그를 죽음으로 몰고 갔다고 여겨 언론에 대해 부정적인 견해를 나타내었다.

## 역대 선거 결과
| 선거명      | 직책명                        | 대수 | 정당   | 1차 득표율 | 1차 득표수 | 2차 득표율 | 2차 득표수 | 결과 | 당락                      |
| ----------- | ----------------------------- | ---- | ------ | ---------- | ---------- | ---------- | ---------- | ---- | ------------------------- |
| 1986년 선거 | 하원의원 (니에브르 선거구)    | 8대  | 사회당 | 0%         | -표        |            |            | 1위  | 니에브르 주 하원의원 당선 |
| 1988년 선거 | 하원의원 (니에브르 제1선거구) | 9대  | 사회당 | 53.71%     | 19,744표   |            |            | 1위  | 비엔 주 하원의원 당선     |
| 1993년 선거 | 하원의원 (니에브르 제4선거구) | 10대 | 사회당 | 34.34%     | 12,755표   | 53.69%     | 20,904표   | 1위  | 비엔 주 하원의원 당선     |